# Peire d'Alvernha
Pour l’article homonyme, voir Pierre d'Auvergne (théologien).
 (novembre 2014).
Peire d’Alvernha est un troubadour (né vers  1130 et décédé vers 1190, actif de 1149 à 1170) dont 21 ou 24, œuvres en occitan nous sont parvenues. Originaire d'Auvergne, il a parcouru toutes les grandes cours des territoires occitans et espagnols.
Son style, le trobar clus, est souvent ésotérique et complexe.

Il est le premier troubadour mentionné par son nom dans la Divine comédie, de Dante. 

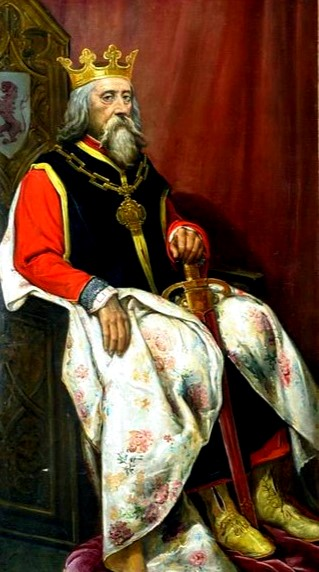
Sancho III de Castille, un des mécènes qui accueillit Peire d'Alvernhe à sa cour.

## Biographie
D’après sa vida, Peire était le fils d’un bourgeois du diocèse de Clermont. Comme attesté également dans sa vida, sa popularité fut grande durant sa vie et même après. On le disait bel homme, charmant, sage et instruit, et voyagea en Espagne. Durant son séjour en Espagne il fut présent à la cour d’Alphonse VII de León et Castille et de son fils Sanche III de Castille en 1157–1158. L’auteur de sa vida considère ses poèmes comme étant les meilleurs jusqu’à Giraut de Bornelh et ses mélodies comme étant les meilleures de tous les temps. Le biographe anonyme note que ses informations sur les dernières années de Peire lui viennent de Robert Dauphin. Il a été suggéré que celui-ci soit l’auteur de sa vida.
D’après l’autre troubadour Bernart Marti, Peire était entré jeune dans la vie religieuse, mais avait quitté les Ordres pour une vie de ménestrel itinérant. Il se peut qu’il soit la même personne que le Petrus d'Alvengue et le Petrus de Alvernia qui apparaissent dans les documents retrouvés à Montpellier datés de 1148. Il semblerait que Peire a eu les faveurs de la famille régnante de la couronne d'Aragon, et ses poèmes contiennent des allusions aux comtes de Barcelone et de Provence. Il a peut-être suivi la mode des seigneurs de Montpellier de l’époque qui, en tant que vassaux du Comte de Toulouse, étaient en faveur de l’Aragon. Au même moment, Peire gagna le support de Raymond V de Toulouse. Durant ses errances, il se peut qu’il ait passé du temps à Courtezon, à la cour de Raimbaut d'Orange, noble et troubadour.
Peire vécut jusqu’à un âge avancé, et fit pénitence avant sa mort.

## Œuvres
Elles ont été composées entre 1149 et 1170 en ancien occitan.

### Poésie
Peire écrivit principalement des cansos qui, ainsi qu’il est indiqué dans sa vida, étaient appelées vers à cette époque. Il inventa également la « chanson pieuse » et écrivit 6 poèmes de ce type parlant des thèmes sérieux de la religion, de la piété, et de la spiritualité. Même dans ses œuvres plus profanes, on peut détecter l’influence moralisatrice de Marcabru, avec qui il a pu être en relation dans ses dernières années. Une des dernières chansons de Marcabru est une satire d’une des premières de Peire d’Alvernhe. La complexité de Marcabru fut également transmise à Peire.
L'œuvre de loin la plus célèbre de Peire d’Alvernhe est Chantarai d'aquest trobadors, un sirventès écrit à Puivert (Puoich-vert) dans lequel il ridiculise 12 troubadours contemporains et fait son propre éloge. Il a été conjecturé que cette pièce fut d’abord représentée en présence des 12 poètes ridiculisés, à la fin de l’été 1170 tandis qu’une ambassade menant Aliénor d'Angleterre, la fille d’Henri II d'Angleterre, à son promis espagnol Alphonse VIII de Castille, séjournait à Puivert. Le Moine de Montaudon (Pierre de Vic) composa plus tard une parodie da la satire de Peire, Pos Peire d'Alvernhl a chantat.
Chantarai d'aquest trobadors est considéré presque universellement aujourd’hui comme une pièce parodique et pas comme une critique littéraire ou artistique sérieuse. L’obscurité de la plupart des poètes ridiculisés et l’attaque de caractéristiques personnelles comme l’apparence et les manières a accrédité l’idée que la parodie ait été faite en présence des 12 victimes, accréditant d’autant plus le fait que ça ait été une parodie amiable. Au-delà des critiques sur la personne, beaucoup de critiques lancées par Peire portant sur les œuvres, notamment celles de Bernard de Ventadour et Raimbaut d'Orange.

### Musique
La vida de Peire le dépeint comme un chanteur accompli et le meilleur compositeur d’alors de mélodies pour vers. Le fameux Chantarai d'aquest trobadors contient une tornada finale indiquant sa nature musicale, bien que sa propre mélodie n’ait pas survécu.
Seules 2 mélodies de Peire nous sont parvenues : l’une pour Chantarai d'aquest trobadors, une canso, et l’autre pour sa tenson. Les notations modernes de chacune sont fournies par Aubrey, La musique des troubadours.
Globalement, la musique de Peire est davantage mélismatique que la musique typique des troubadours, et elle mime le style trobar clus de ses paroles.